# Narope pusilla
Narope pusilla är en fjärilsart som beskrevs av Johannes Karl Max Röber 1929. Narope pusilla ingår i släktet Narope och familjen praktfjärilar. Inga underarter finns listade i Catalogue of Life.